# Parabiose
A parabiose é uma técnica laboratorial utilizada em pesquisas fisiológicas, derivada da palavra grega que significa “viver ao lado”. A técnica envolve a união cirúrgica de dois organismos vivos de forma que desenvolvam um sistema fisiológico único e compartilhado. Através desta abordagem única, os investigadores podem estudar a troca de sangue, hormônios e outras substâncias entre os dois organismos, permitindo o exame de uma ampla gama de fenômenos e interações fisiológicas. A parabiose tem sido empregada em vários campos de estudo, incluindo pesquisa com células-tronco, endocrinologia, pesquisa sobre envelhecimento e imunologia.

## Fisiologia

### Experimentos parabióticos

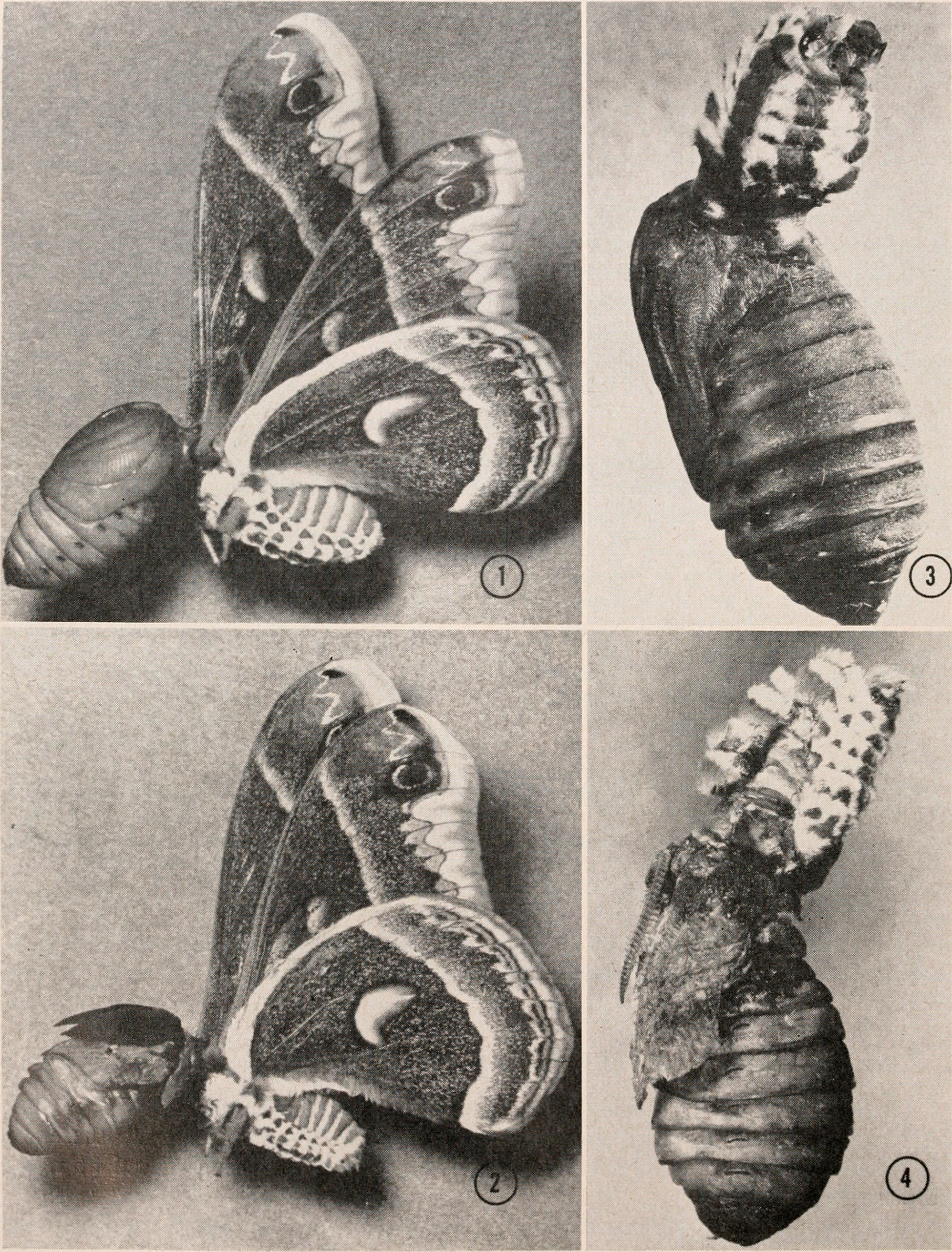
Esquerda: Uma mariposa Cecropia sem cabeça unida a uma pupa do bicho-da-seda Polyphemus. À direita: o abdômen de uma mariposa Cecropia unido a uma pupa de Cecropia

A parabiose combina dois organismos vivos que são unidos cirurgicamente e desenvolvem sistemas fisiológicos únicos e compartilhados.   Os pesquisadores podem provar que o sistema de feedback em um animal circula e afeta o segundo animal por meio de trocas de sangue e plasma.
Os experimentos parabióticos foram iniciados pelo fisiologista francês Paul Bert em meados do século XIX. Ele postulou que animais conectados cirurgicamente poderiam compartilhar um sistema circulatório. Bert recebeu o Prêmio de Fisiologia Experimental da Academia Francesa de Ciências em 1866 por suas descobertas. 
Uma limitação dos experimentos é que ratos não consanguíneos não podem ser usados porque podem levar a uma perda significativa de pares devido à intoxicação do suprimento de sangue de um rato diferente. 